# MBAND
MBAND (читается «Эмбэ́нд») — российская поп-группа (бой-бэнд), основанная композитором и продюсером Константином Меладзе.
Группа была создана 22 ноября 2014 года после финала шоу «Хочу к Меладзе». Первый сингл группы — «Она вернётся», стал одной из самых ротируемых песен в России за 2015 год. 28 апреля 2016 года в российский кинопрокат вышел фильм группы, получивший название «Всё исправить», в котором также снялся Николай Басков и другие российские актёры.
MBAND имеет такие награды, как «Золотой граммофон», «Песня года», «Премия RU.TV». В 2015 году группа стала победителем премии «MTV Europe Music Awards» в номинации «Лучший российский артист». Также имеет награду в номинации «Российский музыкальный прорыв года» американской премии Nickelodeon Kids’ Choice Awards.
16 апреля 2020 года продюсерский центр Meladze Music официально объявил о распаде группы и о том, что каждый из участников начинает свою сольную карьеру.

## История и начало карьеры

### Шоу «Хочу к Меладзе»
После успешного реалити-шоу «Хочу V ВИА Гру», Константин Меладзе принял решение о начале проекта для поиска участников нового бой-бэнда под своим руководством. 30 апреля 2014 года было объявлено о начале кастинга для молодых людей из стран СНГ. Премьера шоу была запланирована в России («НТВ»), Беларуси («ОНТ») и Казахстане («Седьмой») на 6 сентября 2014 года, а на Украине («Украина») — на 7 сентября 2014 года. На первоначальных этапах шоу участников выбирало жюри. Его председателем выступил сам Константин Меладзе, помимо этого, в женское жюри вошли Анна Седокова, Полина Гагарина и Ева Польна, в мужское — Сергей Лазарев, Владимир Пресняков младший и Тимати. 22 ноября 2014, в гранд-финале, победителей выбирали уже зрители путём SMS-голосования. По его итогам победила четвёрка в составе Анатолия Цоя, Артёма Пиндюры, Никиты Киоссе и Владислава Рамма.
| Команда                                                                         | Украина | Беларусь | Казахстан | Россия  | Результат |
| ------------------------------------------------------------------------------- | ------- | -------- | --------- | ------- | --------- |
| Сергей Лазарев Владислав Рамм, Артём Пиндюра, Анатолий Цой, Никита Киоссе       | 13,5 %  | 6,75 %   | 19,75 %   | 12,75 % | 52,75 %   |
| Анна Седокова Григорий Юрченко, Маркус Рива, Святослав Степанов, Вячеслав Басюл | 11,5 %  | 18,25 %  | 5,25 %    | 12,25 % | 47,25 %   |

### История сложившегося коллектива
В декабре 2014 года коллектив, получивший название MBAND, представил свой дебютный клип на песню «Она вернётся». Впервые композиция была презентована во время гранд-финала шоу «Хочу к Меладзе», а официально в качестве сингла была выпущена 24 ноября 2014. Музыку для неё написал Константин Меладзе, текст песни — совместная работа Константина и Артёма Пиндюры. За пять месяцев видеоклип, снятый Сергеем Солодким, набрал свыше 10 миллионов просмотров на видеосервисе YouTube. Сингл «Она вернётся» также стал успешен: на протяжении двух недель он занимал вершину хит-парада «Золотой граммофон», впоследствии получив награду этой премии, возглавил российский радиочарт «Tophit», а также аналогичный киевский радиочарт.
Первым крупным выступлением группы стало появление на ежегодном масштабном концерте «Big Love Show 2015», организованном 14 февраля 2015 года радиостанцией «Love Radio». После этого коллектив начал активно гастролировать. В марте 2015 года вышел второй сингл под названием «Дай мне». В конце того же месяца были подведены итоги премии «Kids’ Choice Awards 2015», где группа победила в категории «Российский музыкальный прорыв года», а на прошедшей в мае премии «RU.TV 2015» коллектив одержал победу в номинации «Реальный приход». Помимо этого, группа была представлена в номинации «Прорыв года» на премии «Муз-ТВ 2015», но, в итоге, победить в ней так и не удалось. На гала-концерте этой же премии, прошедшей 7 июня, коллектив, по версии портала «Woman.ru», был признан «Любимым артистом года». 8 июня бой-бэнд одержал победу в номинации «Открытие года» на 6-й ежегодной церемонии вручения премии «Fashion People Awards-2015».
29 мая 2015 года группа в эфире радиостанции «Love Radio» представила новый сингл «Посмотри на меня», а 23 июня 2015 года в эфире телеканала «RU.TV» коллектив презентовал свой видеоклип на эту песню. В съёмках клипа принял участие Константин Меладзе, сыграв в нём роль садовника, а также певица Нюша в роли той девушки, к которой была обращена песня. Помимо этого, 23 июня на ITunes Store вышел подарочный альбом, посвящённый юбилею Валерия Меладзе, в котором коллектив представил перепетую композицию певца «Сделай это прямо сейчас». 10 октября 2015 года группа дала первый сольный концерт в московском клубе Bud Arena, трансляция которого прошла на канале «СТС Love» 31 декабря 2015 года. 12 ноября 2015 года стало известно, что Владислав Рамм отстранён от работы и покидает группу.
В апреле 2016 года был выпущен сингл «Всё исправить», ставший официальным саундтреком к одноимённому фильму с участниками бой-бенда в главных ролях. 31 мая 2016 года был представлен социально-музыкальный видеопроект «Подними глаза», созданный участниками группы MBAND специально ко Дню защиты детей, в котором приняли участие дети из детских домов. В июне 2016 года MBAND совместно с Нюшей снялись в панорамном клипе 360° «Попробуй… Почувствуй», созданном специально для рекламы Кока-колы. Песня из клипа является русскоязычной версией гимна Coca-Cola «Taste the Feeling». А в июле вышел новый клип бой-бенда — «Невыносимая».
В 2016 году группа выпустила два альбома: «Без фильтров» и «Акустика».
В декабре 2016 года бой-бенд презентовал клип на песню «Балерина», которая вошла в саундтрек русского дубляжа французского мультипликационного фильма «Балерина».
В апреле 2017 года группа записала песню «Жизнь — это мультик», которая вошла в саундтрек русского дубляжа украинского мультипликационного фильма «Никита Кожемяка»; а главного героя мультфильма в российской версии озвучил Никита Киоссе. В мае выпустили сингл «Правильная девочка», а в ноябре — «Помедленнее».
В марте 2018 года вышел сингл «Ниточка». В июне группа выпустила альбом «Грубый возраст». В октябре вышел совместный клип MBAND и Валерия Меладзе «Мама, не горюй!».
16 апреля 2020 года продюсерский центр Meladze Music официально объявил о распаде группы.

## Состав группы
- Рамм Владислав Алексеевич — родился 17 сентября 1995 года в Кемерово. 12 ноября 2015 года стало известно, что Владислав Рамм покидает группу[26]. По словам Константина Меладзе, Рамм был отстранён от работы в MBAND в связи с профнепригодностью.
- Цой Анатолий Васильевич — родился 28 июля 1989 года в Талдыкоргане. До группы завоевал бронзовую медаль на Вторых всемирных Дельфийских играх в номинации «Эстрадный вокал»[39]. Также в составе коллектива «National» участвовал в казахстанской версии шоу «X Factor». Помимо этого в 2007 году, принимал участие в четвёртом сезоне проекта «SuperStar KZ». С 14 февраля по 28 апреля 2018 года был ведущим телеигры «Саранхэ» на СТС Love[40], а весной 2020 года принял участие в первом сезоне шоу «Маска» на НТВ (в образе Льва) и одержал победу[41]. Осенью 2021 года стал ведущим четвёртого сезона шоу «Фактор страха» и одним из участников проекта «Шоумаскгоон» на НТВ.
- Пиндюра Артём Викторович — родился 13 февраля 1990 года в Киеве. До проекта «Хочу к Меладзе» был известен как сольный хип-хоп исполнитель «Kid»[39].
- Киоссе Никита Вячеславович — родился 13 апреля 1998 года в Рязани. Пробовался на Детском Евровидении. В 13 лет участвовал в первом сезоне шоу «Голос. Діти» на украинском телеканале «1+1», где дошёл до финала в команде Тины Кароль[39].

Состав группы
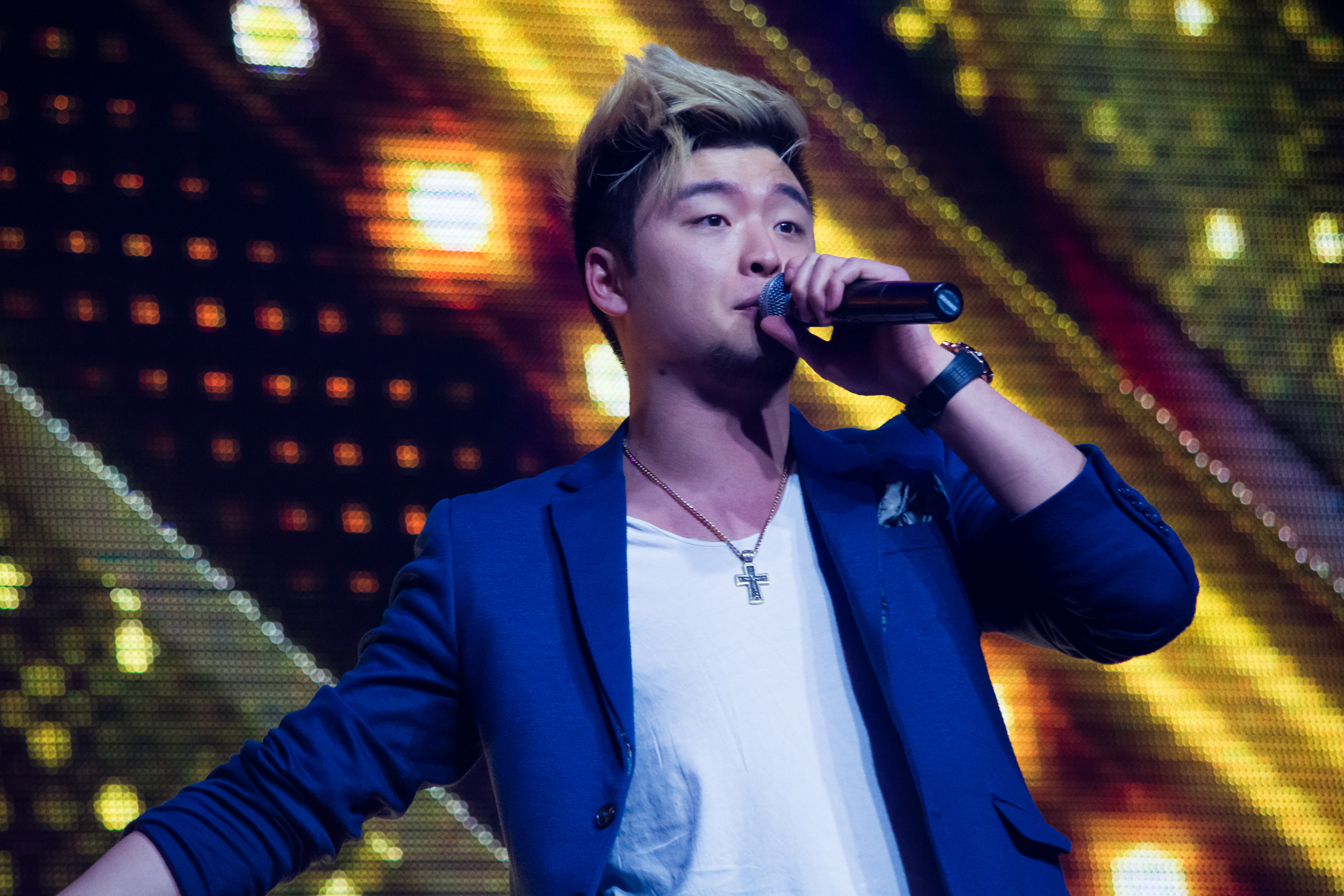
Анатолий Цой
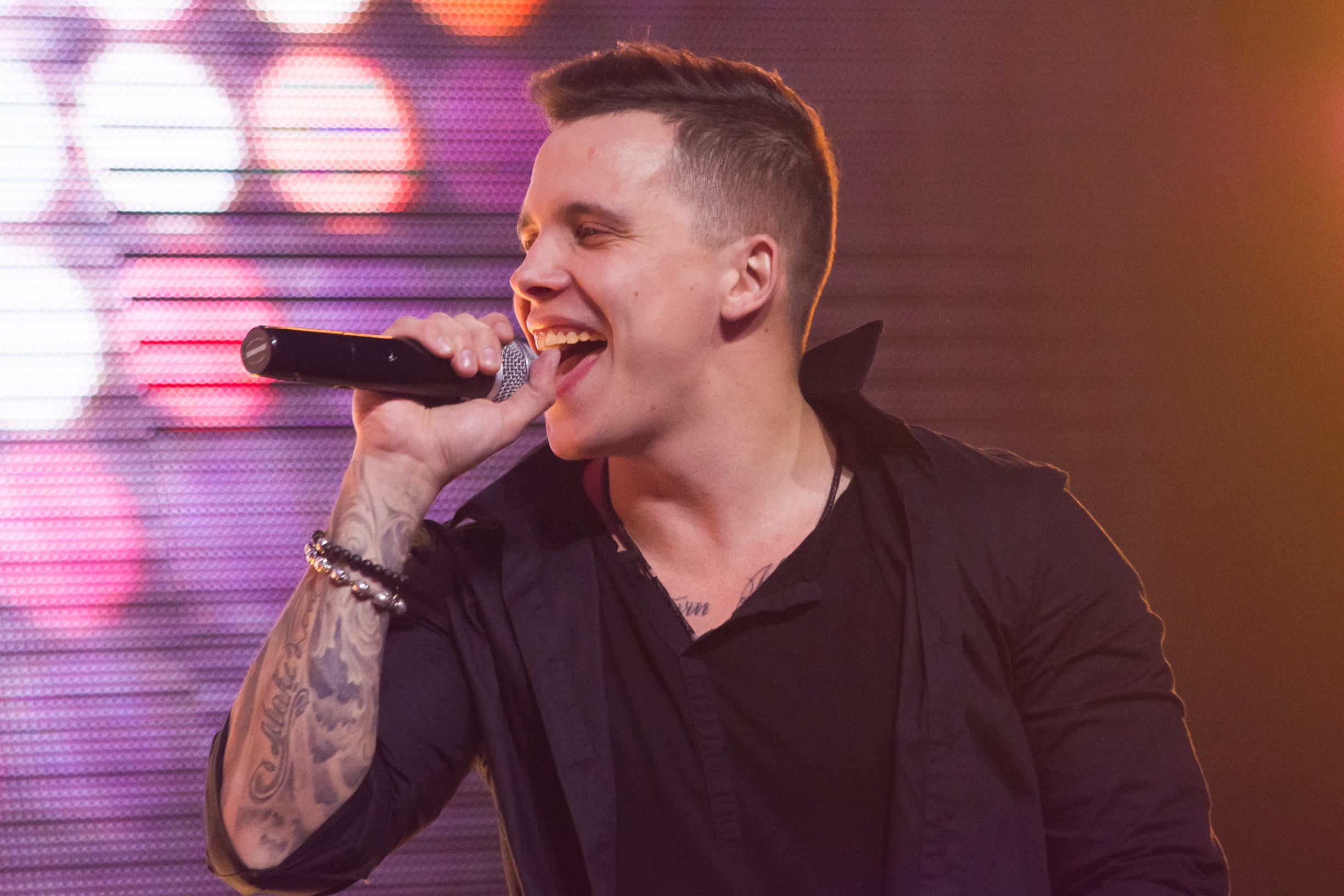
Артём Пиндюра
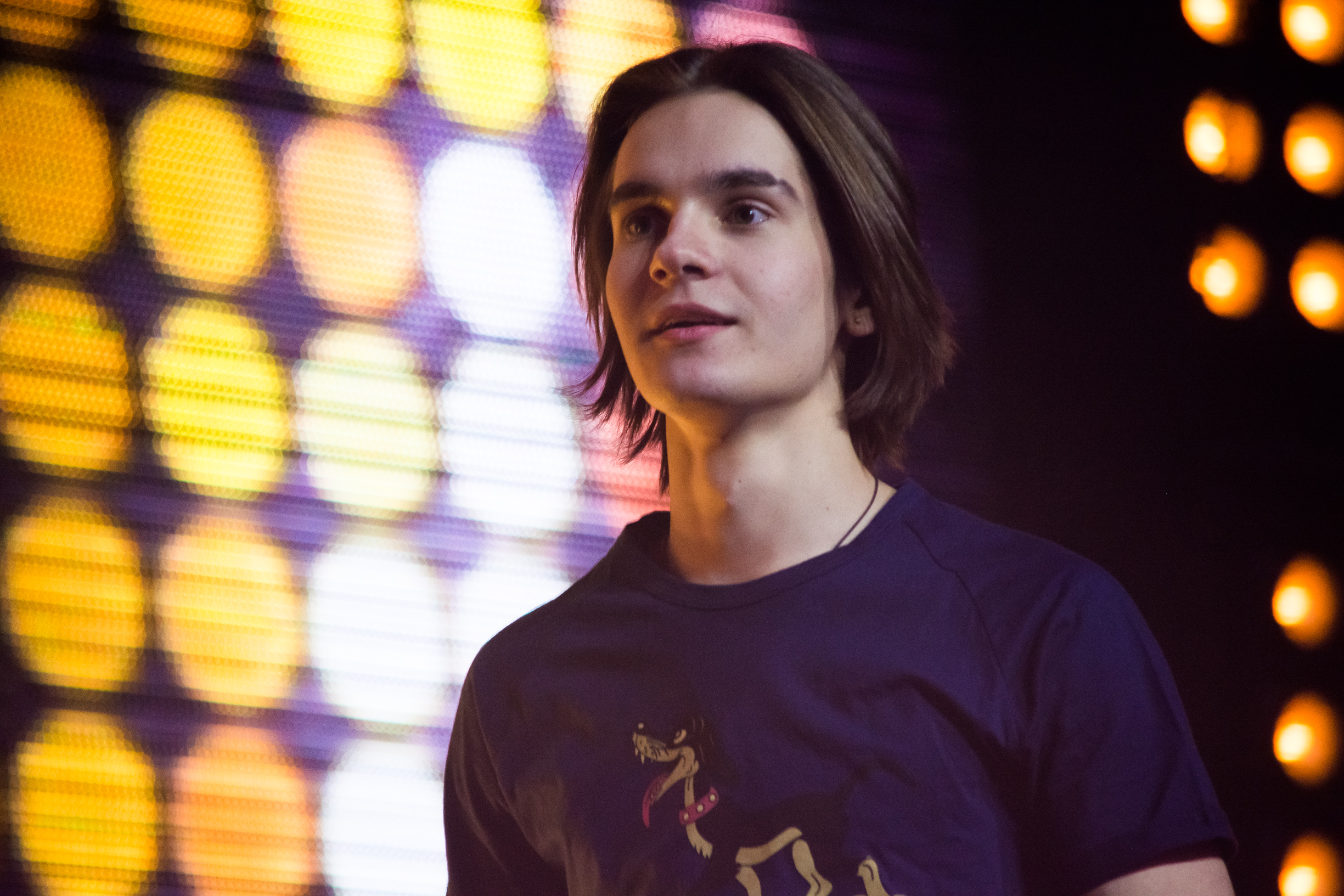
Никита Киоссе

## Дискография

### Студийные альбомы
| №                   | Название                           | Длительность |
| ------------------- | ---------------------------------- | ------------ |
| 1.                  | «Дай мне»                          | 3:34         |
| 2.                  | «Чего ты хочешь?»                  | 3:26         |
| 3.                  | «Подними глаза»                    | 3:00         |
| 4.                  | «Она вернётся»                     | 4:09         |
| 5.                  | «Сделай это прямо сейчас»          | 3:30         |
| 6.                  | «Посмотри на меня»                 | 3:52         |
| 7.                  | «Телефон»                          | 4:13         |
| 8.                  | «Невыносимая»                      | 4:19         |
| 9.                  | «Всё исправить»                    | 4:01         |
| 10.                 | «О том, как я люблю»               | 4:46         |
| 11.                 | «Дружба наша вечна»                | 3:07         |
| 12.                 | «Она вернётся» (Sasha Dith Remix)  | 3:25         |
| 13.                 | «Невыносимая» (DJ Noiz Remix)      | 4:15         |
| 14.                 | «Всё исправить» (Sasha Dith Remix) | 3:18         |
| Общая длительность: | Общая длительность:                | 50:95        |

| №                   | Название                                        | Длительность |
| ------------------- | ----------------------------------------------- | ------------ |
| 1.                  | «Грубый возраст»                                | 3:59         |
| 2.                  | «Baby»                                          | 3:40         |
| 3.                  | «Правильная девочка»                            | 3:35         |
| 4.                  | «Лимбо»                                         | 3:27         |
| 5.                  | «Не победил»                                    | 3:08         |
| 6.                  | «Помедленнее»                                   | 4:01         |
| 7.                  | «Ниточка»                                       | 4:23         |
| 8.                  | «Будь первым» (feat. Roy Jones Jr. & SMBULLETT) | 3:14         |
| 9.                  | «Витамин S» (feat. Haart)                       | 3:24         |
| 10.                 | «Опасная» (feat. Sam Flow)                      | 3:45         |
| 11.                 | «Ниточка» (Remix)                               | 3:24         |
| Общая длительность: | Общая длительность:                             | 38:00        |

### Мини-альбомы
| Название            | Информация | Примечание |
| ------------------- | --- | --- |
| ZANOVO — EP         | - Релиз: 30 ноября 2018 - Лейбл: Meladze Music / Первое музыкальное Издательство - Формат: Цифровая дистрибуция | \| № \| Название \| Длительность \| \| ------------------- \| --------------------- \| ------------ \| \| 1. \| «ZANOVO» \| 3:12 \| \| 2. \| «ГОЛЫЕ ФОТКИ» \| 3:38 \| \| 3. \| «В ДВУХ ШАГАХ ОТ РАЯ» \| 3:10 \| \| 4. \| «УЛЕТАЮ» \| 3:35 \| \| Общая длительность: \| Общая длительность: \| 12:95 \| |
| №                   | Название | Длительность |
| 1.                  | «ZANOVO» | 3:12 |
| 2.                  | «ГОЛЫЕ ФОТКИ»                                                                                                   | 3:38 |
| 3.                  | «В ДВУХ ШАГАХ ОТ РАЯ»                                                                                           | 3:10 |
| 4.                  | «УЛЕТАЮ» | 3:35 |
| Общая длительность: | Общая длительность:                                                                                             | 12:95 |

### Акустические альбомы
| Название            | Информация | Примечание |
| ------------------- | --- | --- |
| Акустика            | - Релиз: 29 декабря 2016 - Лейбл: Meladze Music / Первое музыкальное Издательство - Формат: Цифровая дистрибуция | \| № \| Название \| Длительность \| \| ------------------- \| ------------------------------------------ \| ------------ \| \| 1. \| «Дай мне» (Акустическая версия) \| 3:25 \| \| 2. \| «Телефон» (Акустическая версия) \| 3:41 \| \| 3. \| «Чего ты хочешь?» (Акустическая версия) \| 4:18 \| \| 4. \| «Подними глаза» (Акустическая версия) \| 3:02 \| \| 5. \| «Она вернётся» (Акустическая версия) \| 3:49 \| \| 6. \| «Посмотри на меня» (Акустическая версия) \| 3:49 \| \| 7. \| «О том, как я люблю» (Акустическая версия) \| 5:09 \| \| 8. \| «Всё исправить» (Акустическая версия) \| 3:59 \| \| 9. \| «Невыносимая» (Акустическая версия) \| 4:21 \| \| Общая длительность: \| Общая длительность: \| 33:70 \| |
| №                   | Название | Длительность |
| 1.                  | «Дай мне» (Акустическая версия)                                                                                  | 3:25 |
| 2.                  | «Телефон» (Акустическая версия)                                                                                  | 3:41 |
| 3.                  | «Чего ты хочешь?» (Акустическая версия)                                                                          | 4:18 |
| 4.                  | «Подними глаза» (Акустическая версия)                                                                            | 3:02 |
| 5.                  | «Она вернётся» (Акустическая версия)                                                                             | 3:49 |
| 6.                  | «Посмотри на меня» (Акустическая версия)                                                                         | 3:49 |
| 7.                  | «О том, как я люблю» (Акустическая версия)                                                                       | 5:09 |
| 8.                  | «Всё исправить» (Акустическая версия)                                                                            | 3:59 |
| 9.                  | «Невыносимая» (Акустическая версия)                                                                              | 4:21 |
| Общая длительность: | Общая длительность:                                                                                              | 33:70 |

### Синглы
| Название             | Год  | Наивысшая позиция в чарте | Наивысшая позиция в чарте | Наивысшая позиция в чарте | Наивысшая позиция в чарте | Наивысшая позиция в чарте | Наивысшая позиция в чарте | Наивысшая позиция в чарте | Наивысшая позиция в чарте | Наивысшая позиция в чарте       | Альбом         | Авторы песен                                                                                              |
| Название             | Год  | Общий недельный чарт      | Недельный чарт по заявкам | Российский недельный чарт | Московский недельный чарт | Украинский недельный чарт | Киевский чарт             | С-Петербургский чарт      | Недельный чарт YouTube    | Российский чарт цифровых треков | Альбом         | Авторы песен                                                                                              |
| -------------------- | ---- | ------------------------- | ------------------------- | ------------------------- | ------------------------- | ------------------------- | ------------------------- | ------------------------- | ------------------------- | ------------------------------- | -------------- | --- |
| «Она вернётся»       | 2014 | 1                         | 4                         | 3                         | 8                         | 1                         | 1                         | 9                         | 2                         | 4                               | Без фильтров   | Автор музыки: Константин Меладзе Автор слов: Константин Меладзе, Артем Пиндюра                            |
| «Дай мне»            | 2015 | 110                       | 49                        | 132                       | 177                       | —                         | —                         | 66                        | —                         | —                               | Без фильтров   | Автор музыки: Константин Меладзе Автор слов: Константин Меладзе, Никита Киоссе, Артем Пиндюра             |
| «Посмотри на меня»   | 2015 | 27                        | 7                         | 36                        | 63                        | 21                        | 44                        | 36                        | 39                        | 53                              | Без фильтров   | Автор музыки и слов: Константин Меладзе                                                                   |
| «Чего ты хочешь?»    | 2015 | 32                        | 7                         | 41                        | 50                        | 151                       | 92                        | 56                        | —                         | 191                             | Без фильтров   | Автор музыки: Дмитрий Нортман, Юсси Никула Автор слов: Константин Меладзе, Татьяна Паненко, Артём Пиндюра |
| «Всё исправить»      | 2016 | 38                        | 17                        | 45                        | 57                        | —                         | —                         | 53                        | 9                         | —                               | Без фильтров   | Автор музыки: Константин Меладзе Автор слов: Константин Меладзе, Артём Пиндюра                            |
| «Подними глаза»      | 2016 | 184                       | 34                        | —                         | —                         | —                         | —                         | —                         | —                         | —                               | Без фильтров   | Автор музыки и слов: Артём Пиндюра                                                                        |
| «Невыносимая»        | 2016 | 27                        | 14                        | 108                       | 98                        | —                         | —                         | —                         | —                         | —                               | Без фильтров   | Автор музыки: Отто Нотман Автор слов: Татьяна Нотман, Константин Меладзе                                  |
| «Правильная девочка» | 2017 | 8                         | —                         | —                         | —                         | —                         | —                         | —                         | —                         | —                               | Грубый возраст | Автор музыки и слов: Мари Краймбрери                                                                      |
| «Помедленнее»        | 2017 | 2                         | —                         | —                         | —                         | —                         | —                         | —                         | —                         | —                               | Грубый возраст | Автор музыки: Константин Меладзе Автор слов: Константин Меладзе, Артём Пиндюра                            |
| «Ниточка»            | 2018 | —                         | —                         | —                         | —                         | —                         | —                         | —                         | —                         | —                               | Грубый возраст | Автор музыки и слов: Константин Меладзе                                                                   |
| «УЛЕТАЮ»             | 2019 | —                         | —                         | —                         | —                         | —                         | —                         | —                         | —                         | —                               | ZANOVO — EP    | Автор музыки: Константин Меладзе Автор слов: Артём Пиндюра, Никита Киоссе, Сергей Прудий                  |
| «BANG»               | 2019 | —                         | —                         | —                         | —                         | —                         | —                         | —                         | —                         | —                               | без альбома    | Автор музыки: Константин Меладзе Автор слов: Анатолий Цой, Артём Пиндюра, Никита Киоссе                   |
| «Гори»               | 2019 | —                         | —                         | —                         | —                         | —                         | —                         | —                         | —                         | —                               | без альбома    | Автор музыки и слов: Кирилл Гуд                                                                           |

### Промосинглы
| Год  | Сингл                                 | Альбом                  |
| ---- | ------------------------------------- | ----------------------- |
| 2016 | «Попробуй…Почувствуй» (совм. с Нюшей) | Для рекламы «Coca Cola» |
| 2016 | «Балерина»                            | Балерина (OST)          |
| 2017 | «Не победил»                          | Грубый возраст          |
| 2018 | «Лимбо»                               | Грубый возраст          |

### Коллаборации при участии MBAND
| Год  | Сингл                                           | Альбом             |
| ---- | ----------------------------------------------- | ------------------ |
| 2018 | «Мама, не горюй!» (Валерий Меладзе feat. MBAND) | без альбома        |
| 2019 | «Напомни имя» (Natan feat. MBAND)               | 9 (альбом Natan’a) |

## Видеография

### Видеоклипы
| Год  | Песня                                        | Режиссёр                    | Состав                                                     | Альбом                  |
| ---- | -------------------------------------------- | --------------------------- | ---------------------------------------------------------- | ----------------------- |
| 2014 | «Она вернётся»                               | Сергей Солодкий             | Анатолий Цой, Артем Пиндюра, Никита Киоссе, Владислав Рамм | Без фильтров            |
| 2015 | «Посмотри на меня»                           | Сергей Солодкий             | Анатолий Цой, Артем Пиндюра, Никита Киоссе, Владислав Рамм | Без фильтров            |
| 2016 | «Всё исправить»                              | Сергей Солодкий             | Анатолий Цой, Артем Пиндюра, Никита Киоссе                 | Без фильтров            |
| 2016 | «Подними глаза»                              | Кирилл Ганцев               | Анатолий Цой, Артем Пиндюра, Никита Киоссе                 | Без фильтров            |
| 2016 | «Попробуй…Почувствуй» (совм. с Нюшей)        | неизвестно                  | Анатолий Цой, Артем Пиндюра, Никита Киоссе                 | Для рекламы «Coca Cola» |
| 2016 | «Невыносимая»                                | Сергей Солодкий             | Анатолий Цой, Артем Пиндюра, Никита Киоссе                 | Без фильтров            |
| 2016 | «Балерина»                                   | Колпахчиев М. Л.            | Анатолий Цой, Артем Пиндюра, Никита Киоссе                 | Балерина (OST)          |
| 2017 | «Правильная девочка»                         | Алексей Куприянов           | Анатолий Цой, Артем Пиндюра, Никита Киоссе                 | Грубый возраст          |
| 2017 | «Помедленнее»                                | Сергей Солодкий             | Анатолий Цой, Артем Пиндюра, Никита Киоссе                 | Грубый возраст          |
| 2018 | «Ниточка»                                    | Сергей Солодкий             | Анатолий Цой, Артем Пиндюра, Никита Киоссе                 | Грубый возраст          |
| 2018 | «Мама, не горюй!» (совм. с Валерием Меладзе) | Заур Засеев и Павел Худяков | Анатолий Цой, Артем Пиндюра, Никита Киоссе                 | без альбома             |
| 2019 | «Напомни имя» (совм. с Natan’ом)             | Александр Романов           | Анатолий Цой, Артем Пиндюра, Никита Киоссе                 | 9 (альбом Natan’a)      |
| 2019 | «УЛЕТАЮ»                                     | MBAND                       | Анатолий Цой, Артем Пиндюра, Никита Киоссе                 | ZANOVO — EP             |
| 2019 | «Гори»                                       | Александр Романов           | Анатолий Цой, Артем Пиндюра, Никита Киоссе                 | без альбома             |

### Фильмография
| Год  |    | Русское название           | Оригинальное название | Роль                                                                         |
| ---- | -- | -------------------------- | --------------------- | ---------------------------------------------------------------------------- |
| 2016 | ф  | Всё исправить              | #Всё_исправить!?!     | камео                                                                        |
| 2016 | мс | Губка Боб Квадратные Штаны | SpongeBob SquarePants | три молодых посетителя ресторана (в серии «Мятеж в „Красти Крабе“») (дубляж) |

## ТВ
- С 6 сентября по 25 октября 2015 — реалити-шоу «Один день с MBAND» (СТС Love)[56][57]
- 31 декабря 2015 — реалити-шоу «Новый год с MBAND» (СТС Love)[58]
- С 21 февраля по 10 апреля 2016 — реалити-шоу «Невеста для MBAND» (СТС Love), шоу стало обладателем премии «OOPS! Choice Awards 2016» в номинации «Лучший ТВ-проект»[59]
- 31 декабря 2016 — документальный фильм «Вся правда о MBAND» (СТС Love)[60]
- 2017 — музыкальное шоу «Битва талантов» (Муз-ТВ) — наставники[61]

## Премии и награды
| Год  | Премия                                        | Номинация                          | Номинированная работа        | Результат |
| ---- | --------------------------------------------- | ---------------------------------- | ---------------------------- | --------- |
| 2015 | Nickelodeon Kids’ Choice Awards               | Российский музыкальный прорыв года | MBAND                        | Победа    |
| 2015 | Премия RU.TV                                  | Реальный приход                    | MBAND                        | Победа    |
| 2015 | Премия RU.TV                                  | Фан или Профан                     | MBAND                        | Номинация |
| 2015 | Fashion People Awards                         | Открытие года                      | MBAND                        | Победа    |
| 2015 | Премия Муз-ТВ: Гравитация                     | Прорыв года                        | MBAND                        | Номинация |
| 2015 | OOPS! Choice Awards                           | Лучшая музыкальная группа          | MBAND                        | Номинация |
| 2015 | OOPS! Choice Awards                           | С первого взгляда                  | Видеоклип «Она вернётся»     | Номинация |
| 2015 | MTV Europe Music Awards                       | Лучший российский артист           | MBAND                        | Победа    |
| 2015 | MTV Europe Music Awards                       | Лучший европейский артист          | MBAND                        | Номинация |
| 2015 | Золотой граммофон                             | Песня года                         | Песня «Она вернётся»         | Победа    |
| 2015 | Реальная премия MusicBox                      | Лучшая музыкальная группа          | MBAND                        | Номинация |
| 2015 | Реальная премия MusicBox                      | Прорыв года                        | MBAND                        | Победа    |
| 2015 | Реальная премия MusicBox                      | Песня года                         | Песня «Она вернётся»         | Номинация |
| 2015 | Реальная премия MusicBox                      | Видеоклип года                     | Видеоклип «Посмотри на меня» | Номинация |
| 2015 | Песня года                                    | Песня года                         | Сингл «Посмотри на меня»     | Победа    |
| 2015 | Российская национальная музыкальная премия    | Лучшая песня                       | Песня «Она вернётся»         | Победа    |
| 2015 | Российская национальная музыкальная премия    | Лучшая поп-группа                  | MBAND                        | Номинация |
| 2015 | Российская национальная музыкальная премия    | Открытие года                      | MBAND                        | Победа    |
| 2016 | Премия RU.TV                                  | Лучшая группа                      | MBAND                        | Номинация |
| 2016 | OOPS! Choice Awards 2016                      | Музыкальные классики               | MBAND                        | Победа    |
| 2016 | Реальная премия MusicBox                      | Группа года                        | MBAND                        | Победа    |
| 2016 | Песня года                                    | Песня года                         | Сингл «Невыносимая»          | Победа    |
| 2017 | Национальная телевизионная премия «Дай пять!» | Любимая музыкальная группа         | MBAND                        | Победа    |
| 2017 | Премия RU.TV                                  | Кино и музыка                      | MBAND                        | Номинация |
| 2017 | Премия Муз-ТВ                                 | Лучшая поп-группа                  | MBAND                        | Номинация |
| 2017 | Реальная премия MusicBox                      | Группа года                        | MBAND                        | Номинация |
| 2017 | Песня года                                    | Песня года                         | Сингл «Правильная девочка»   | Победа    |
| 2018 | ZD Awards                                     | Группа года                        | MBAND                        | Победа    |
| 2018 | Национальная телевизионная премия «Дай пять!» | Любимая музыкальная группа         | MBAND                        | Победа    |